# 将校志望を断念した日本の人物の一覧
明治維新以降、陸軍・海軍の将校・将校相当官となる志望をもったが、中途断念した人物の一覧。
1. 回顧録や伝記などにそのような記述が残るか否を収録の基準とする。
2. 陸軍士官学校、陸軍幼年学校、海軍兵学校、防衛大学校の中途退学者を含む。
3. 陸海空自衛隊の幹部志望を断念した者を含む。

## 海軍将校

### 海軍兵学校への入学断念者
- 金子堅太郎[1] - 政治家、司法大臣
- 小泉又次郎 - 政治家、逓信大臣
- 中島泰蔵 - 心理学者
- 黒澤酉蔵 - 政治家、酪農学園大学創立者
- 早川雪洲 - 俳優
- 鷹司信輔 - 鳥類学者
- 金栗四三 - マラソン選手、教育者
- 数藤鉄臣 - 内務官僚
- 笈川武夫 - 映画俳優
- 大平正芳 - 第68・69代内閣総理大臣、大蔵官僚
- 田中角栄 - 第64・65代内閣総理大臣
- 山本義正 - 山本五十六の長男

### 海軍兵学校中途退学者
- 山田文雄 - 経済学者
- 岡井藤志郎 - 裁判官、衆議院議員

### 終戦による任官断念者
- 小渡三郎 - 海軍兵学校第76期。政治家
- 大木浩 - 海軍兵学校第76期。政治家
- 山口光秀 - 海軍兵学校第76期。官僚
- 佐野洋 - 海軍兵学校第78期。作家
- 田中健五 - 海軍兵学校第77期。ジャーナリスト
- 中松義郎 - 海軍機関学校第58期。ドクター中松
- 草鹿外吉 - 海軍兵学校77期。作家
- 木田元 - 海軍兵学校第78期。哲学者
- 友部達夫 - 海軍兵学校第78期。政治家
- 沢藤礼次郎 - 海軍兵学校第77期。政治家
- 德川宗英 - 海軍兵学校第77期。作家
- 小沢昭一 - 海軍兵学校第78期。俳優
- 深代惇郎 - 海軍兵学校第78期。新聞記者
- 加藤武 - 海軍兵学校第78期。俳優
- 榮久庵憲司 - 海軍兵学校第78期。工業デザイナー
- 小畠郁生 - 海軍兵学校第78期。古生物学者
- 今井敬 - 海軍兵学校第78期。実業家
- 福島重雄 - 海軍兵学校第78期。裁判官

## 陸軍将校

### 陸軍士官学校への入学断念者
- 長谷川辰之助[2] - 二葉亭四迷の本名。
- 小泉又次郎
- 光永星郎 - 電通創業者
- 若槻礼次郎 - 政治家、内閣総理大臣
- 相馬半治 - 明治製糖・明治製菓創業者
- 坂田祐 - 関東学院創立者
- 広田弘毅 - 政治家、内閣総理大臣、外交官
- 伊藤昌庸 - 香川県知事

### 陸軍士官学校中途退学者
- 竹内賀久治 - 弁護士、国本社専務理事、法政大学総長
- 三好達治 - 作家

### 陸軍幼年学校への入学断念者
- 大野伴睦 - 政治家
- 大錦卯一郎 - 第26代横綱
- 池田勇人 - 政治家、官僚
- 島野武 - 仙台市長、弁護士

### 陸軍幼年学校中途退学者
- 大杉栄- 作家
- 山田俊介 - 政治家、逗子市長
- 宇都宮徳馬 - 政治家、実業家

### 終戦による任官断念者

#### 陸軍士官学校
- 梶山静六 - 陸軍航空士官学校第59期。政治家。「軍人」と評された。
- 高木博 - 期数不明。政治家、福島県須賀川市長
- 近岡理一郎 - 第59期。政治家
- 柳川覚治 - 第60期。政治家
- 加藤六月 - 第60期。政治家
- 飯尾憲士 - 第60期。作家。朝鮮系
- 中條高徳 - 第60期。実業家
- 平田昭彦 - 第60期。俳優
- 佐藤晃 - 第61期。戦史家
- 多羅間俊彦 - 第61期。

#### 陸軍幼年学校
- 桂千穂 - 脚本家、作家
- 加賀乙彦 - 作家
- なだいなだ - 作家、精神科医
- 國分康孝 - カウンセリングサイコロジスト
- いずみたく - 作曲家
- 加藤秀俊 - 評論家
- 大原健士郎 - 浜松医科大学名誉教授
- 藤岡琢也 - 俳優
- 西村京太郎 - 作家
- 杉山邦博 - NHKアナウンサー
- 水島一也 - 神戸大学名誉教授
- 相倉久人 - 音楽評論家

## 幹部自衛官
- 木村愛二 - ジャーナリスト
- 尾辻秀久 - 政治家
- 松岡利勝 - 政治家
- 板垣英憲 - 政治評論家
- 三浦和義 - 実業家、タレント
- 臼井興胤 - 実業家
- 小室寿明 - 政治家
- 高木宏壽 - 政治家
- 三淵啓自 - 実業家
- 又井郁生 - 実業家
- 村上英樹 - 交通経済学者
- 河村太朗 - フリーアナウンサー
- 並河健 - 政治家
- 村井智建 - YouTuber